# Clarkesville (Georgia)
Clarkesville es un pueblo ubicado en el condado de Habersham en el estado estadounidense de Georgia. En el censo de 2000, su población era de 1.248.

## Demografía
En el 2000 la renta per cápita promedia del hogar era de $27,880, y el ingreso promedio para una familia era de $39,148. El ingreso per cápita para la localidad era de $20,265. Los hombres tenían un ingreso per cápita de $26,316 contra $23,977 para las mujeres.

## Geografía
Clarkesville se encuentra ubicado en las coordenadas 34°36′38″N 83°31′30″O / 34.61056, -83.52500 (34.610521, -83.525056).
Según la Oficina del Censo, la localidad tiene un área total de 4,8 km² (1,9 mi²), de la cual 4,8 km² (1,9 mi²) es tierra y 0 km² (0 mi²) (0.00%) es agua.